# Joel Surnow

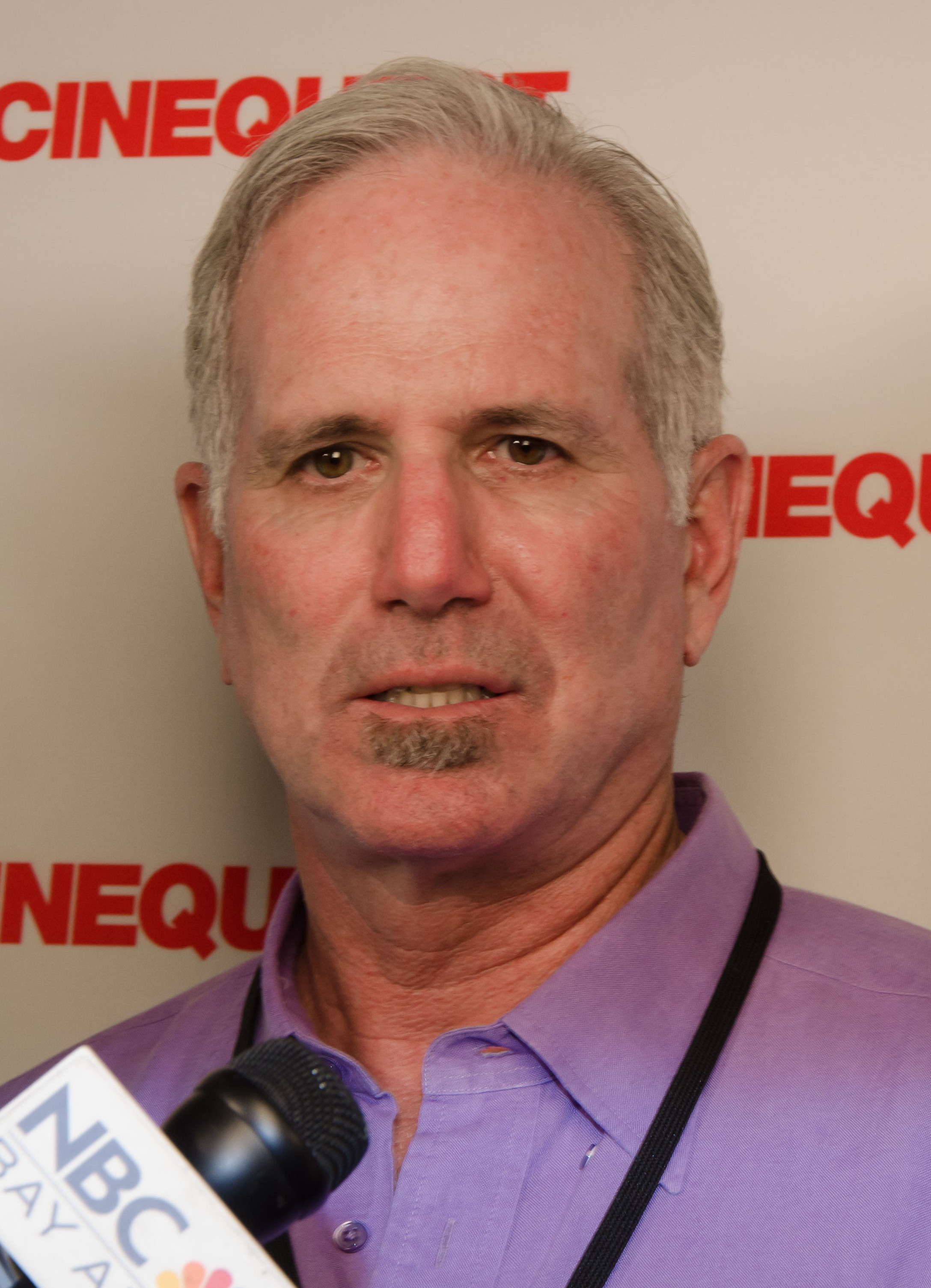
Joel Surnow

Joel Surnow (Michigan, 18 december 1955) is een Amerikaanse schrijver en televisieproducent.
Sunrow werd geboren in de Amerikaanse stad Michigan in een Joodse familie. Toen Sunrow tien jaar oud was verhuisde hij naar Los Angeles. Zijn vader was een rondtrekkende tapijtverkoper uit de Oekraïense plaats Odessa, en zijn moeder was een kledingverkoper van Litouwse afkomst. In 1972 kreeg hij zijn diploma van Beverly Hills High. Daarna ging hij af aan UC Berkeley , maar na 2,5 jaar verliet hij die school om te gaan studeren aan de UCLA School of Theater Film and Television.
Nadat hij was afgestudeerd begon hij met het schrijven voor films, maar al snel veranderde hij van medium en ging hij zich richten op de televisie. Hij doorbraak kwam toen hij in 1984 een van de schrijvers werd van de televisieserie Miami Vice. Aan het einde van dat jaar mocht Surnow van producent Universal Studios zelf een eigen televisieserie maken, The Equalizer. Die serie liep van 1985 tot en met 1989.
Samen met Robert Cochran was Surnow ook betrokken bij de televisieserie Nikita, die werd uitgezonden van 1997 tot en met 2001. Van 2001 tot en met 2008 produceerde hij tevens samen met Cochran de succesvolle Amerikaanse televisieserie 24, die hij tevens bedacht samen met Cochran. De serie won in 2006 meerdere Emmy Awards voor beste dramaserie voor Surnow en de andere producenten. In 2002 wonnen Cochran en Surnow ook al een Emmy, destijds voor de pilotaflevering van de serie.

## Privé
Surnow heeft vijf dochters, twee uit zijn vorige huwelijk en drie van zijn huidige vrouw.
De schrijver is aanhanger van de Republikeinse Partij. Hij doneerde al eens geld voor de campagne van Rick Santorum, een Republikein die voor de staat Pennsylvania in de Amerikaanse Senaat zat. Surnow was een goede vriend van radiopresentator Rush Limbaugh.
Surnow is eigenaar van de Amerikaanse vlag die tijdens de invasie in 2003 over Bagdad werd gevlogen. De vlag werd hem als cadeau toegezonden door de militaire eenheid die er gelegerd was.